# Gentil-homem
Gentil-homem, nos regimes monárquicos, era um cavalheiro da casa (ou câmara) do rei, príncipe, nobre ou senhor, que lhe prestava assistência no palácio e o acompanhava em viagens e na guerra. Gentis-homens são chamados os que vivem ociosos das rendas de suas muitas posses, sem ter nenhuma preocupação com o cultivo ou com outro esforço necessário para se viver.